# Порт Евен (Њујорк)
Порт Евен (енгл. Port Ewen) насељено је место без административног статуса у америчкој савезној држави Њујорк.

## Демографија
По попису из 2010. године број становника је 3.546, што је 104 (-2,8%) становника мање него 2000. године.
| Група             | 2000.         | 2010.         |
| Белци             | 3.376 (92,5%) | 3.113 (87,8%) |
| Афроамериканци    | 98 (2,7%)     | 141 (4,0%)    |
| Азијати           | 49 (1,3%)     | 56 (1,6%)     |
| Хиспаноамериканци | 68 (1,9%)     | 136 (3,8%)    |
| Укупно            | 3.650         | 3.546         |